# 乌克兰犹太人大屠杀

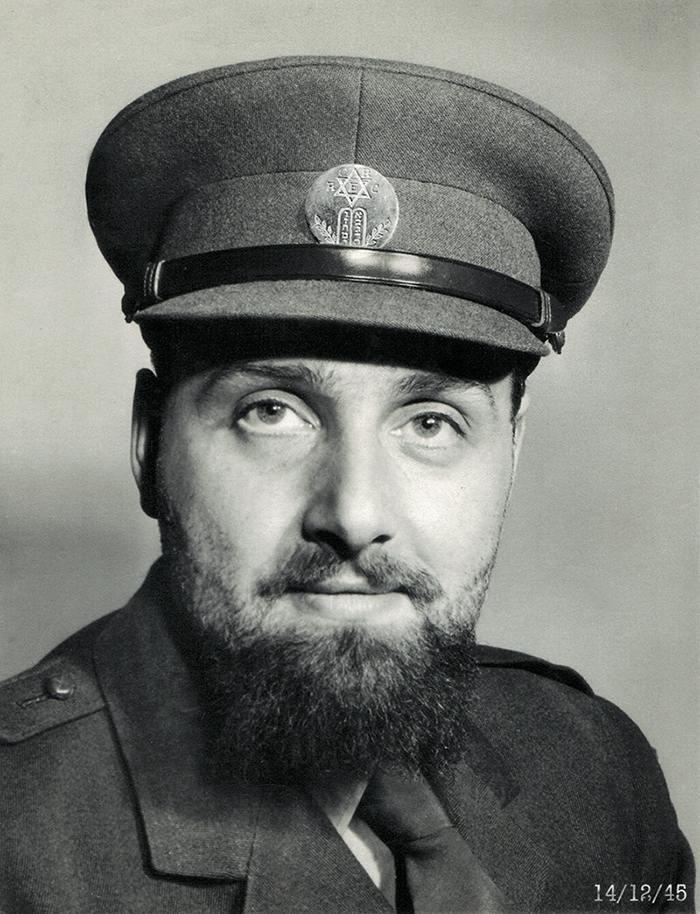
所罗门·舍费尔德，纳粹官员，乌克兰大屠杀执行者之一

乌克兰大屠杀发生在二战期间纳粹德国占领的前苏联乌克兰。1941年至1944年间，生活在乌克兰苏维埃社会主义共和国的100多万犹太人被杀害，这是“东方总计划”和“最终解决方案”灭绝政策的一部分。
据耶鲁大学历史学家蒂莫西 · D · 斯奈德（Timothy D. Snyder）说，“大屠杀与歼灭战和1941年的战争有着不可分割的联系，也与征服乌克兰的企图有着不可分割的联系。”

## 东方总计划

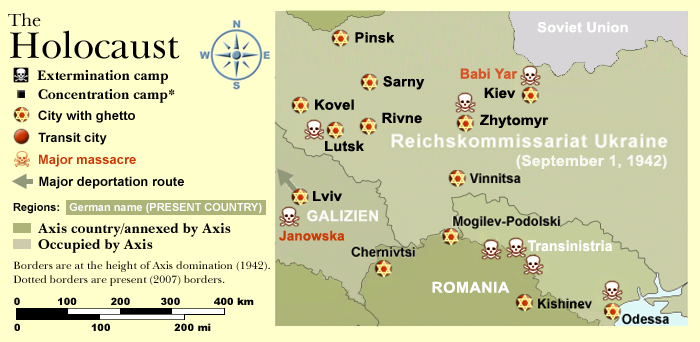
A map of the Holocaust in Ukraine

战争开始时，希特勒企图消灭、驱逐或奴役在故土的大部分乃至全部斯拉夫人，以便为德国殖民者创造生存空间。这个种族灭绝计划将在之后的25-30年的时间里逐步实施。
历史学家威廉 · 黑根说，“总体规划……目标预计东欧人口的减少比例：波兰人—85%；白俄罗斯人—75%；乌克兰人—65%;捷克—50%。俄国人民一旦被打败，就会加这入四个讲斯拉夫语的国家，它们的命运已确定如此。

### 纳粹别动队

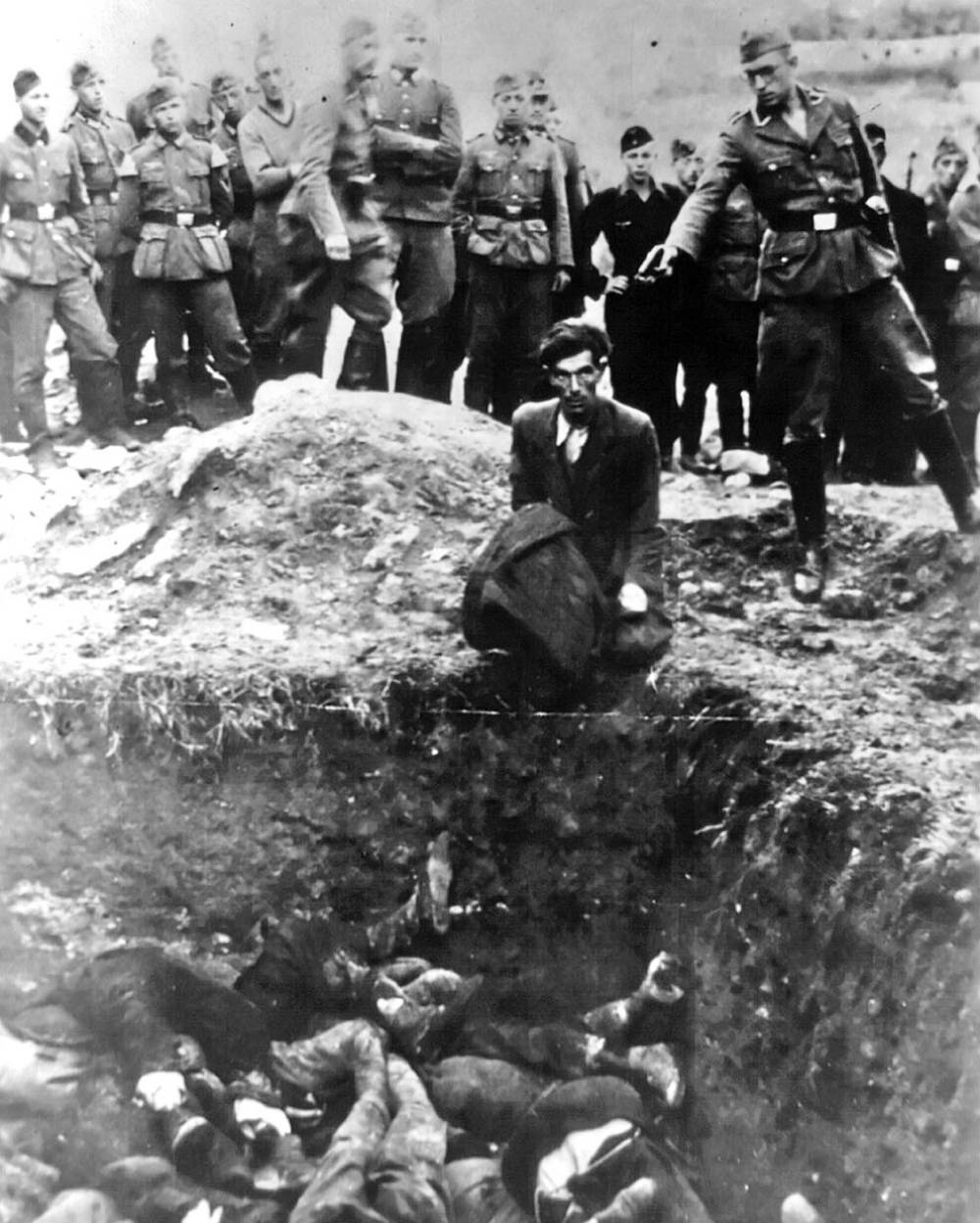

在德国占领乌克兰期间，有大约80万犹太人被屠杀。纳粹德国将C别动队分配到乌克兰北部和中部；D别动队到摩尔达维亚，南乌克兰，克里米亚等地区。在1942年德国又将部队分配到了北高加索。根据Ohlendorf的证词，“别动队的任务是通过杀害犹太人，罗姆人，共产党工作人员，活跃的共产党人，不合作的奴隶以及所有危及安全的人来保护部队的后方。事实上，他们的受害者基本上都是犹太平民（别动队的成员全部安然无恙）美国大屠杀纪念馆讲述了乌克兰普瑞提的一名别动队屠杀幸存者的故事，当时他们在1942年4月6日，即逾越节的第二天杀死了1600名犹太人：
我亲眼目睹了屠杀的过程。在下午五点的时候，他们下达命令，“活埋。” 空气中布满了尖叫和哀嚎。突然间，我看到我的邻居Ruderman从坑里爬了出来。他的眼睛充满血色，他喊道，“让我死。”我脚旁有一具女人的尸体。一个五岁的男孩爬到这具尸体的下边，绝望的喊着。“妈妈！”因为我失去了意识，这些就是我所看到的。
根据希特勒所收到的报道，从1941年9月16日至30日，在尼古拉耶夫市及其周围发生的大屠杀导致35,782名苏联公民死亡，其中大多数是犹太人。
基辅市和附近的犹太人： 在9月29日星期一上午八点，携带你的财物、钱、文件、贵重物品和保暖衣物将前往犹太人墓地旁边的Dorogozhitskaya街。未能出席将被处以死刑。

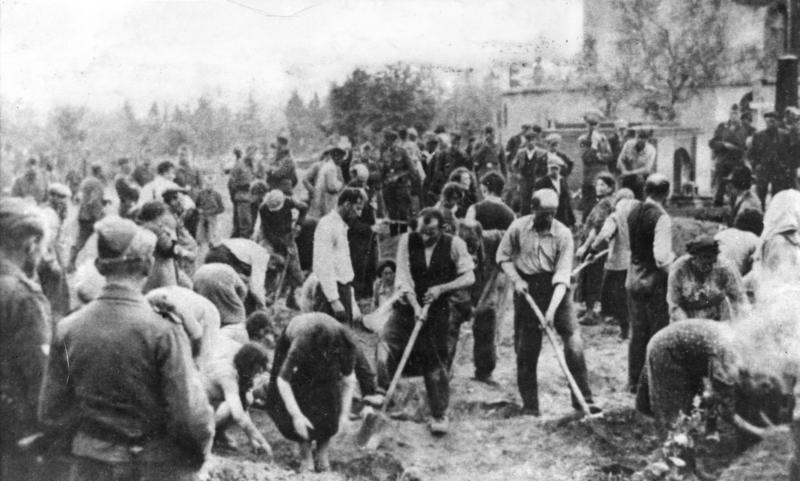
1941年7月4日，犹太人在挖自己的坟墓。

-  1941年9月26日左右在俄罗斯和乌克兰的基辅发布的命令。
乌克兰最臭名昭着的犹太人大屠杀发生在基辅城外的娘子谷。1941年9月29日至30日这短短的两天里，33,771名犹太人被屠杀。这场屠杀被称为娘子谷大屠杀。在基辅大规模杀害犹太人的行动计划是由纳粹德国党卫军军事总督弗里德里希·埃伯哈特少将，党卫军南部警察指挥官（SS-Obergruppen führer Friedrich Jeckeln）和C别动队的指挥官Otto Rasch决定的。娘子谷大屠杀的行动最终由纳粹德国党卫军，党卫队保安局和安全警察共同执行。乌克兰的安全警察也帮助执行了这次屠杀。9月29日，基辅的所有犹太人被强制押送到墓地。当晚，他们被装上纳粹火车。绝大多数犹太人直到屠杀发生的前一刻都不知道发生了什么。卡车司机描述了这一幕：
一个接一个，他们不得不取下他们的行李，然后脱下他们的外套，鞋子，外衣和内衣......一旦脱了衣服，他们就会被带入长约150米，宽约30米，深深的山沟中......当他们到达山沟的底部时，他们被党卫军冲锋队的成员抓住并强迫躺在已被射杀的犹太人之上......尸体层层叠叠地堆叠在一起。一名机枪手随后用冲锋枪向每个犹太人射击......我看到这些机枪手站在尸体层上并一个接一个地射击......机枪手将穿过被处决犹太人的尸体到下一个躺在地上犹太人身上。

## 乌克兰方面的参与
事实上，一些乌克兰人也参与其中，据德国历史学家Dieter Pohl说，大约有10万人加入了警察部队，向纳粹提供关键援助。还有许多人在当地的官僚机构任职，或帮助大规模枪击犹太人。许多乌克兰人也是看守德国纳粹死亡集中营的卫兵，比如臭名昭著的特雷布林卡的恐怖伊凡（Ivan the Terrible of Treblinka）。
根据西蒙·维森塔尔中心(2011年1月)，“据我们所知，乌克兰从未对当地的纳粹战犯进行过调查，更不用说起诉大屠杀的肇事者了。”
据以色列大屠杀历史学家Yitzhak Arad说，“1942年1月，在特别行动队11的指挥下，在辛菲罗波尔成立了一个鞑靼志愿军连。这支连队在农村参与了反犹太人的搜捕谋杀行动。
蒂莫西 · D · 斯奈德说：“还要记住一点：大多数人，可能是绝大多数与德国占领合作的人，都没有政治动机。他们与当地的占领者合作，而这是德国的历史责任。”